# Synapsis satoi
Synapsis satoi är en skalbaggsart som beskrevs av Teruo Ochi och Masahiro Kon 2007. Synapsis satoi ingår i släktet Synapsis och familjen bladhorningar. Inga underarter finns listade i Catalogue of Life.